# Ставчани (Кам'янець-Подільський район)

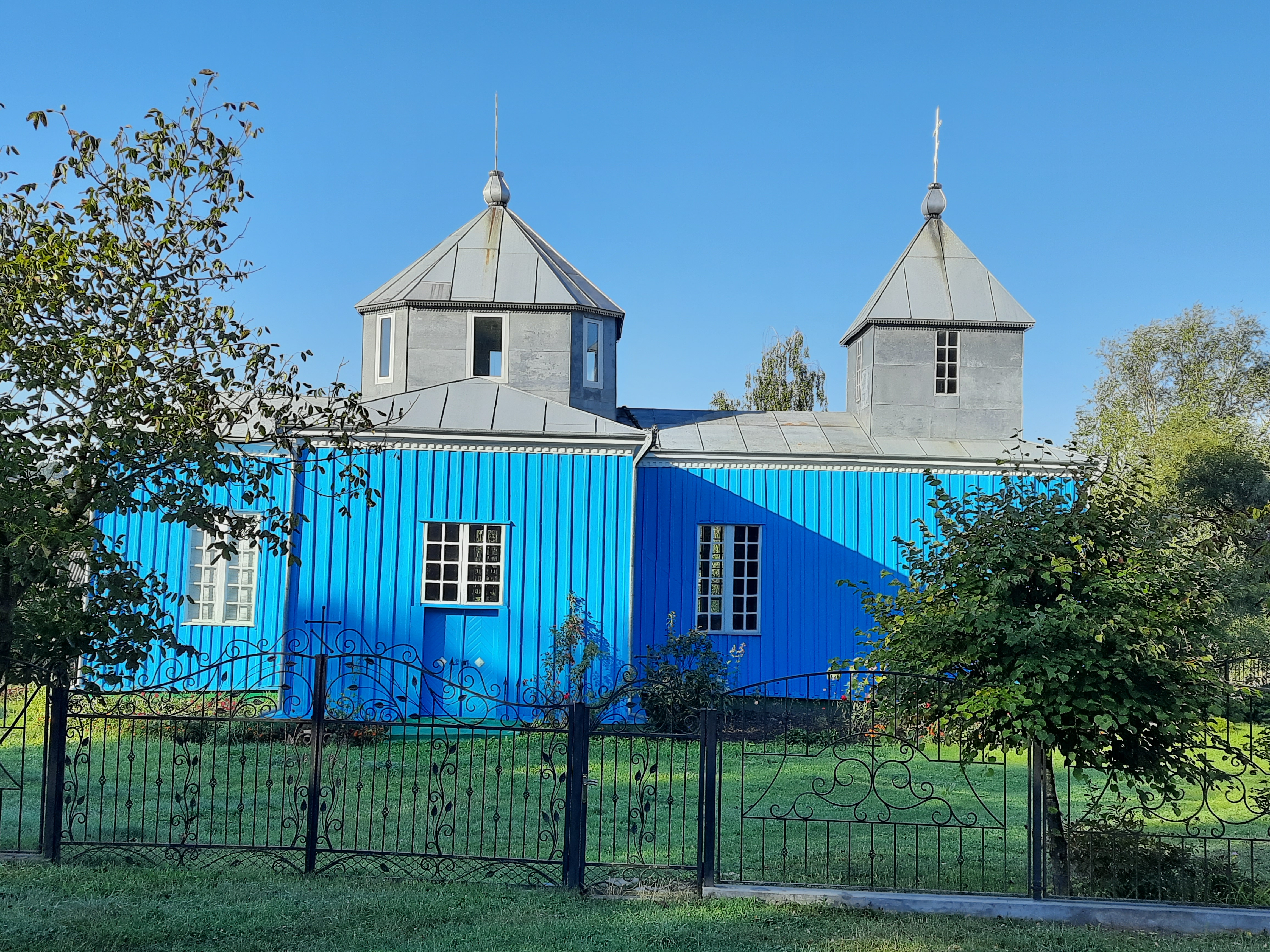
Церква Ікони Казанської Богоматері

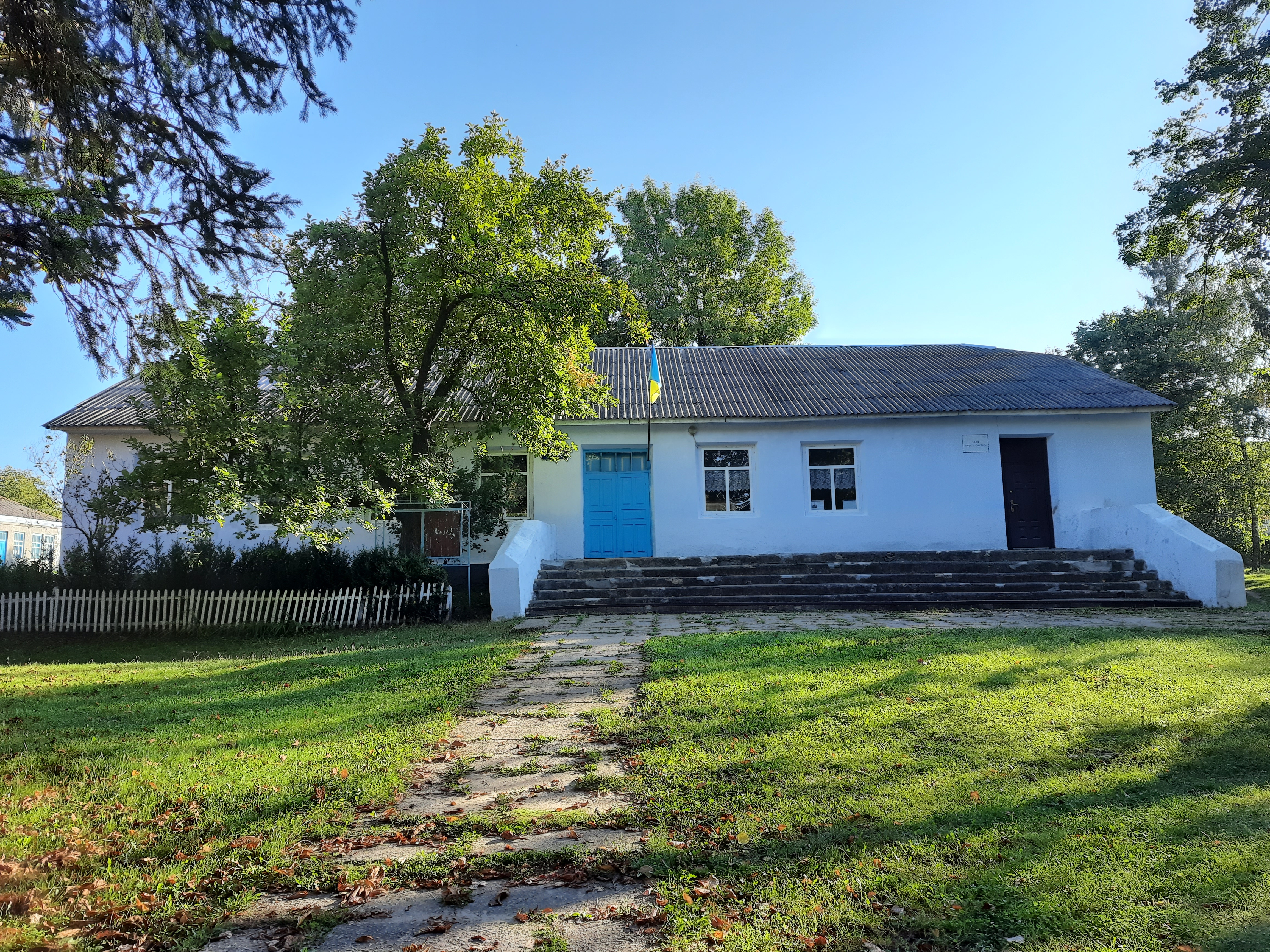
Сільська будівля

Ставча́ни — село в Україні, у Новоушицькій селищній територіальній громаді Кам'янець-Подільського району Хмельницької області. До адміністративної реформи 19 липня 2020 року село належало до Новоушицького району. Населення становить 599 осіб.
Безпосередньо межує з селом Стара Гута.

## Символіка

### Герб
На золотистому щиті в центрі зображено церкву білого кольору з трьома синіми куполами, як символ християнської релігії. По ліву та праву сторону церкви по гілці дуба — символ віри та могутності. У нижній частині щита хвилястою блакитною лінією зображено водойми, адже на території села знаходиться став від якого походить сама назва села.

### Прапор
Прямокутне полотнище складається з трьох частин. Верхня частина прапора помаранчевого кольору, середня — жовтого кольору, нижня — блакитного кольору. Помаранчевий та жовтий колір символізує могутність та багатство, християнські чесноти, блакитний — водойми, адже на території села на час заснування знаходилось багато ставків, завдяки яким (за однією із версій) село отримало свою назву.

## Походження назви, історія та історичні події
Село Ставчани належить до давніх поселень Подільського краю. Це підтверджують археологічні знахідки трипільської та черняхівської культур. Особливо привертає увагу кам῾яна скульптура ранньо-слов῾янського ідола ІІ-V ст. нашої ери виявлена в селі. Археолог І. С. Винокур датував знахідки часом черняхівської культури ІІ-V ст. н. е. Скульптура являє собою постать бородатого чоловіка у головному уборі конічної форми, добре модельовані спина і плечі. На нижній частині спини вибито силуетне зображення коня. З лицевого боку у руках чоловіка — зображення ритону. Висота скульптури 1,9 м. Крім ідола, на капищі виявлено також кам'яну стелу з солярним знаком. Навколо цих скульптур розчищено чотири вогнища, основа яких викладена камінням. Нині знахідка експонується в Камянець-Подільському історико-краєзнавчому музеї
З давніх — давен мешканці місцевості де знаходиться село, зазнавали нападів багатьох завойовників. В 1241 році тут з'явилися монголо-татари. Від їх рук багато людей загинуло. За їхнього перебування більшість поселень перестали існувати, були знищенні. В 60-х роках чотирнадцятого століття цей край захопили литовці, а в першій половині XV століття — поляки. Це був важкий період для мешканців краю.
Місцевість, де розташоване село Ставчани, багата на поклади кварцового піску. Переселенці з Польщі в свій час створили промисел по виробництву скла. Скляні підприємства називали гути. Звідки і походить назва сусіднього села Гута, яке пізніше стали називати Стара Гута (на відміну від нового гутного підприємства, що виникло за селом Вільховець та має назву Нова Гута).
За однією з версій сама назва села походить від слів: ставки, ставок, ставище. В селі Ставчани в давнину було багато ставків. Деякі з них і нині є на мочаристій місцевості села.
Ставчани розташовані між селом Стара Гута і слободою Потапово уздовж початку річки Матірка. Слобода Потапово була створена та заселена старообрядцями (в історичній літературі їх ще називають розкольниками, старовірами) поповського толку (напрямку). В Росії серед старовірів був ще і другий напрямок — безпопівці. Поява таких переселенців — втікачів в Україні і в Подільському краї сталася внаслідок церковної реформи. Вона проводилась в Росії з ініціативи царя О. М. Романова (1645—1676), звичайно, для зміцнення своєї влади. Цю реформу здійснював у 1653—1660 роках глава руської церкви, патріарх Никон. Ті хто не визнавав цієї реформи, переслідувались царськими властями і православним духовенством, були змушені тікати подалі від переслідувань. Місцями їх поселень стали Урал, північ Поволжя, Дон, Україна, в тому числі і Подільський край. Вище згадувались напрямки старообрядництва. Попівці — це ті, які визнавали необхідність священників при богослужіннях і обрядах, а безпопівці — заперечували будь-яку можливість існування і діяльності духовенства.
У Ставчанах старовіри-втікачі заснували слободу і назвали її Потапово. Ця назва, мабуть, від прізвища або імені організатора переселення. Такі імена: Потапко, Потапій тут зустрічались донедавна.
У XVIII столітті Ставчани, як і інші навколишні села, входили до Вільховецького староства, якими по люстрації (опису маєтків) 1765 року володів польський магнат Мартин Козеброцький. Він був на той час великим і вмілим організатором виробництва і торгівлі, мав скляні, поташні, селітрові підприємства, перший з Калюса по Дністру до Чорного моря відправляв баржі з різними товарами аж в Акерман (тепер Білгород-Дністровський).
У 1775 році Ставчани, Стара Гута разом з Вільховецьким староством були передані в оренду графу, генерал-лейтенанту Станіславу Потоцькому. У 1807 році Потоцький передав свої права оренди генералу Дзержку.
У 1818—1820 роках за його володіння сталось велике заворушення селян проти кріпацького гніту, яке було придушене військами.
У 1873 році село Ставчани (разом з Старою Гутою) стало казенним (державним), Це був період піднесення суспільно-політичного руху проти кріпацтва. Десь в 50-х роках селяни були відпущені на оброк (плата селянина за користування землею натурою або грішми), а потім — на викуп. Навколишні ліси залишились за казною.
У цей період, період реформи, по-інакшому склалася доля старовірів слободи Потапово. Сюди в 70-х роках переселились кільканадцять сімейств старообрядців з села Катеринівка (тепер Дунаєвецького району). Там вони займались землеробством, садівництвом, перевезенням різних вантажів та іншим. Під час селянської реформи 1861 року відмовились приписатись (приєднатись) до сільської общини, за що були позбавлені наділів землі. Це змусило їх розселитися. Частина їх переїхало в Потапово. Але тут теж усі разом: і потапівські, і катеринівські, не захотіли приписатися до волості, за що теж не одержали польових наділів землі, землю роздали волосним сільчанам. Після цього потапівці приписались до міщанської общини позаштатного міста Вербівця (тепер село Мурованокуриловецького району, Віницької області). Залишившись без землі, вони займались орендуванням садів, різного виду землекопними роботами (саме так попівцями, за однією з версій, був викопаний ставок в селі Ставчани), дрібною торгівлею та іншим. Поступово зникла і назва слободи Потапово, залишилась спільна назва села — Ставчани.
Мали Ставчани і особливості архітектури, що були притаманні Новоушицькому краю. На Новоушиччині окрему роль відводили сволоку в «чистій хаті», він мав, крім функціонального, ще й сакральне значення. Часто на ньому вирізалися написи: увіковічнювався господар, який побудував хату, вирізався хрест, прописувався текст, який мав ритуальне значення. Зафіксовано такий балок у с. Ставчани, на якому, в нижній частині було вибито хрест і дату «1848», а на чільній стороні зроблено напис: «Волею святых благословением Троицы соорудил дом сей Иаков Василий Гвоздюк». Такий сволок у народі називали «поливаним», через те, що його постійно натирали машинною оливою або рослинною олією.
Взагалі у культурному відношенні село було відсталим. Вперше школу відкрили лише в 1887 році, називалась вона церковно-парафіяльною. Селяни жили бідно, землі мали мало, йшли на заробітки до бессарабських поміщиків, на окраїни Росії і навіть багато виїжджали за кордон. Наприкінці XIX на початку XX століття Ставчани та навколишні згадані села були багатонаселені і багатонаціональні. Тут жили українці, росіяни, поляки, євреї. Десь в 1900 році в Ставчанах і Старій Гуті мешкало до 1220 українців, понад 240 поляків, до 180 росіян і 14 євреїв.
У роки революційних подій ХХ-го століття населення Ставчан і Старої Гути брало активну участь у боротьбі за свої права, підтримувало революцію 1905—1907 років, боролось за волю і землю.
Великих збитків селу Ставчани завдали австро-німецькі загарбники, петлюрівці, білополяки. Вони грабували майно, забирали робочу худобу, по звірячому знущались над єврейським населенням. У цей час в селі була створена бойова група, яка активно протидіяла ворогам народу.

## Історичні пам'ятки
Старовинна церква
У Ставчанах була побудована і досі існує козацька дерев'яна церква з трьома куполами і окремою дзвіницею (на той час) православна церква. Збудована у XVIII ст. (1772 рік) за наказом імператриці Катерини II на кошти парафіян. У 1784 році освячена на честь Миколая Мірлікійського. Жив він в 260—343 роках в Італії, був єпископом, учасником першого Вселенського собору (325 р.), прославився багатьма чудесами, за що названий ще Святим Миколаєм Чудотворцем. Миколай-Святитель з давніх-давен в православній церкві був в особливій пошані, він вважається покровителем земних і морських походів, сільського господарства, бідних, злиденних людей. За це свято йому відзначається двічі на рік: 22 травня за новим стилем — Миколи весняного, 19 грудня — Миколи зимового. Колись в Ставчанській церкві була гарно оздоблена ікона Миколая Святителя. 22 травня на поклоніння їй приходило багато людей, приїздили священники з навколишніх парафій, у церкві відбувалось велике богослужіння, родинне масове гуляння. Такі врочистості тоді в народі називали відпуст, вони не забуті і тепер. В 1882 році, тобто через 115 років, церкву капітально відремонтували. Замість трьох куполів зробили один. У ній помістили і дзвіницю. Іконостас в храмі був чотириярусний. Святкування свята (відпуст) припадало якраз на піст (19 грудня, пилипівка), воно супроводжувалось масовими гуляннями, випивками і споживанням скоромної їжі. У зв'язку з цим наприкінці XIX на початку XX століття духовнослужителі його перенесли на 4 листопада, а церква (за бажанням прихожан) була переосвячена на честь Казанської ікони Божої Матері (це свято припадає саме на 4 листопада) і саме цього дня в Ставчанах і до тепер святкується храмове свято села (храм), сільські жителі ще називають його «празник».
У 1933 році з церкви скинули хрест і купол, пошкодили настінні розписи, а храм перетворили на колгоспний склад. У 1991 році було проведено капітальний ремонт церкви і з того часу церква залишається православним храмом УПЦ МП. До Ставчанського приходу належали і села Маціорськ та Стара Гута. Католики зі Старої Гути належали до Вербовецького костелу. Старообрядці в Ставчанах мали свій молитовний будинок і цвинтар біля своєї слободи, який зберігся дотепер.
Кладовище
У селі також є старовинне кладовище з сотнями могил, де похоронені мешканці, що загинули під час голодомору 1932—1933 та 1946—1947 років.
Меморіальний комплекс пам'яті воїнам, що загинули у Другій світовій війні
У центрі села (прямо навпроти церкви) стоїть пам'ятник та меморіальна дошка, які були створені на честь сільчан, що загинули в боротьбі проти німецьких загарбників за Батьківщину та рідне село у роки Другої світової війни.
Раніше поруч знаходився бюст Володимира Леніна, але після подій на майдані 2013—2014 років та російської агресії у Криму та на Донбасі у 2015 році Верховна Рада України ухвалила так званий закон «про декомунізацію» — закон України «Про засудження комуністичного та націонал-соціалістичного (нацистського) тоталітарних режимів в Україні та заборону пропаганди їхньої символіки». Як наслідок, по всій країні почали зносити пам'ятники «вождю» і ставчанського Леніна чекала та сама доля, що й інших.